# Beryl Bryden
Beryl Audley Bryden (Norwich, 11 de maio de 1920 – Londres, 14 de julho de 1998) foi uma cantora britânica e tocadora de washboard de trad jazz. Já tocou com Chris Barber e Lonnie Donegan. Foi apelidada de "rainha do blues britânico" pela cantora Ella Fitzgerald.